# Control (singolo Janet Jackson)
Control è un brano della cantautrice statunitense Janet Jackson, estratto nel 1986 come quarto singolo dal suo terzo album, Control.

## Descrizione
Nella canzone Janet dice di essere ormai una donna e di oter decidere da sola della sua vita.
Il brano conquistò la posizione numero 5 della classifica dei singoli di Billboard, diventando il quarto singolo consecutivo a raggiungere i primi dieci posti. Nel 1988 vinse un Soul Train Music Award..

## Video musicale
Nel video la protagonista desidera uscire di casa ma i suoi genitori glielo impediscono. Alla fine si ribella e esce lo stesso con i suoi amici.

## Classifiche
| Posizione | 73 | 57 | 41 | 35 | 27 | 21 | 17 | 13 | 7 | 7 | 6 | 6 | 5 | 6 | 16 | 31 | 49 | 62 |

| Classifica (1986/1987)                      | Posizione |
| ------------------------------------------- | --------- |
| Australia                                   | 82        |
| Belgio                                      | 20        |
| Canada                                      | 20        |
| Giappone                                    | 4         |
| Paesi Bassi                                 | 12        |
| Nuova Zelanda                               | 16        |
| Regno Unito                                 | 42        |
| Billboard (USA)                             | 5         |
| Rhythm and blues/hip hop di Billboard (USA) | 1         |
| Dance di Billboard (USA)                    | 1         |